# Epaltes brasiliensis
Epaltes brasiliensis là một loài thực vật có hoa trong họ Cúc. Loài này được (Link) DC. mô tả khoa học đầu tiên năm 1836.